# Baunatal
Baunatal (pronunciación en alemán: /ˈbaʊ̯naˌtaːl/ⓘ) es una ciudad en el distrito de Kassel, en Hesse, Alemania. Su nombre procede del río que fluye a través de todos los antiguos pueblos que hoy forman la localidad, el río Bauna. Baunatal fue fundado en 1963 por la fusión de los municipios de Kirchbauna, Altenritte y Altenbauna. Tres años más tarde, el 1 de julio de 1966 tuvo lugar la unión de Großenritte y la obtención de los fueros de ciudad (Ciudad de Baunatal, "Stadt Baunatal"). Ya con esa categoría, ente 1971 y 1972 se unieron además Rengershausen, Guntershausen y Hertingshausen. 
Altenritte está al pie de la Baunsberg. Su casco antiguo se conserva parcialmente. Como muestra, quedan la antigua herrería y el "Hessenstube", un pequeño museo. 
Großenritte es el segundo barrio en población de Baunatal. Allí, junto a la montaña Langenberge, se conservan también restos de la historia anterior de la localidad. 
En Altenbauna tan sólo quedan unas casas como testimonio de su pasado. Desde los años ochenta allí se construyó el nuevo centro de la ciudad. 
A la altura del Guntershausen, el río Bauna se junta con el río Fulda. Desde antiguo hubo un puente para el ferrocarril en esta zona, por lo que el tráfico de trenes es una actividad importante. 

## Industria
Baunatal es conocida por la fábrica de Volkswagen, que es la segunda más grande de la compañía, con alrededor de 14.500 trabajadores. La fábrica fue construida en 1957 sobre los cimientos de la fábrica de motores de aviación Henschel. Allí se encuentra el almacén central de repuestos de Volkswagen. La fábrica ha hecho de Baunatal un centro económico de la región. El 14 de mayo de 2006 la fábrica sufrió un incendio de magnesio.

## Lugares de interés
- Aqua-Park Baunatal
- Stadtmuseum (Museo de la ciudad)
- Baunataler Stadtpark (Parque de la ciudad de Baunatal)
- Großenritter Hünstein

## Política

### Alcaldes
Desde 1966: 
- Horst Werner
- Martin Hesse
- Hans Joachim Pioch
- Heinz Grenacher (hasta el 31 de mayo de 2005)
- Manfred Schaub (desde el 1 de junio de 2005)

## Personajes conocidos
- Dorothea Viehmann (1755–1815), narradora de cuentos, una de las fuentes más importantes para los Hermanos Grimm.
- Matthias Altenburg (*1958), escritor (con el nombre Jan Seghers).
- Stephan Kuhnert (* 1960), exfutbolista.

## Ciudades hermanadas
La ciudad de Baunatal está hermanada con:
- Vire en Normandía, en el Departamento de Calvados, Francia (desde el 16 de octubre de 1983).
- Sangerhausen en Sachsen-Anhalt, Alemania (desde el 30 de junio de 1990).
- San Sebastián de los Reyes, España (desde el 28 de agosto de 1990).
- Vrchlabí en la República Checa (desde el 22 de junio de 1991).